# A Moment Like This
"A Moment Like This" är den första singeln med Kelly Clarkson, släppt som en A-side med "Before Your Love". Den finns också med på hennes debutalbum Thankful. Den tredje vinnaren av The X Factor 2006; Leona Lewis, har släppt en cover på den som sin debutsingel.
Singeln är skriven av Jörgen Elofsson och John Reid och producerad av Steve Mac och Steve Ferrera. Den var skriven till att bli första singel till vinnaren av den första säsongen av American Idol. De fyra kvarvarande finalisterna, Kelly Clarkson, Justin Guarini, Tamyra Gray och Nikki McKibbin spelade in varsin version av låten, men det var bara vinnaren som fick ge ut låten på singel. Låten avslöjades först när McKibbin röstades ut, och Guarini och Clarkson var i final. Det var inte bara "A Moment Like This" som vinnaren fick utan även en annan specialskriven låt för programmet, "Before Your Love". När Clarkson fick reda på att hon vunnit blev hon väldigt känslosam och än en gång sjöng hon låten som sitt sista framträdande.
Låten har blivit känd för att påminna folk att äkta kärlek kan vara svårt att hitta, men råder att ha tålamod; "some people wait a lifetime for a moment like this".
Till "Before Your Love" gjordes också en musikvideo, som debuterade på MTVs TRL innan "A Moment Like This" gjorde det. Men den lyckades inte lika bra som "A Moment Like This". Singeln har släppt cirka 1 000 200 ex.

## Musikvideo
Musikvideon för "A Moment Like This" är relativt enkel, den visar Clarkson som ska lämna en stor teaterscen. Man ser också se henne stå på den stora scenen och sjunga och det visas även tillbakablickar på när hon sjunger i American Idol, och hur hon rörs till tårar efter vinsten.

## Låtlista
1. "Before Your Love"
2. "A Moment Like This"

## Leona Lewis version
I december 2006 gjorde Leona Lewis, vinnare av den tredje säsongen av The X Factor, en cover på låten. Singeln släpptes onsdagen 20 december, 2006. Det vanligaste är att singlar släpps på en måndag för att få maximum säljning för söndagen, fast detta lyckades den ändå, precis som säsong 2:s vinnarare; Shayne Wards vinnarsingel "That's My Goal", att sälja bra.
Låten spelades också in av de andra finalisterna Raymond Quinn och Ben Mills, men släpptes bara av den som vann tävlingen.

### Musikvideo
Musikvideon är, precis Clarksons, väldigt enkel, med Lewis som sjunger på en scen. Det visas också klipp från Lewis tid i X Factor, från hennes audition till det att hon vann. Simon Cowell och de andra domarna Kate Thornton och Louis Walsh, samt tvåan Raymond Quinn syns också i videon.

### Låtlista
1. "A Moment Like This"
2. "Summertime"
3. "Sorry Seems to Be the Hardest Word"

## Andra versioner
- Den nederländska sångarerskan Glennis Grace har gjort en cover på "A Moment Like This".
- Svenska Fame gjorde 2003 en svenskspråkig version av låten, "Ett kort ögonblick".[1] Både Glennis Grace och Fame har deltagit i Eurovision Song Contest, 2005 respektive 2003.
- Kidz Bop Kids har också gjort en cover på låten och den fanns med på deras album Kidz Bop 3.
- Låten har också spelats in av Cindy Lamréus från Idol 2005. Den spelades in till Idolskivan My Own Idol.
- Låten sjöngs av Maria Pensar i programmet Fame Factory 2001.

### Fotnoter
1. ↑  ”Svensk mediedatabas”. http://smdb.kb.se/catalog/id/001429646. Läst 23 maj 2011.